# Ардаматский, Василий Иванович
Васи́лий Ива́нович Ардама́тский (26 августа [8 сентября] 1911, Духовщина, Смоленская губерния, Российская империя — 20 февраля 1989, Москва, СССР) — советский прозаик, журналист, военный корреспондент, киносценарист, автор историко-приключенческого жанра патриотической направленности.

## Биография и литературное творчество
Родился 26 августа (8 сентября) 1911 года в городе Духовщина (ныне Смоленская область) в учительской семье. Там в середине 1920-х годов вступил в комсомол. Был бойцом ЧОНа, участвовал в коллективизации, писал заметки в качестве селькора для «Комсомольской правды» и смоленских областных газет «Рабочий путь» и «Юный товарищ».
Позднее поступил в Смоленский медицинский институт. С 1929 года начал работать в местной радиогазете.
После службы в РККА (1931—1932) переехал в Москву, связав свою жизнь с радиожурналистикой.
Особенно большое значение, по словам Ардаматского, имела для него «рижская затянувшаяся командировка» 1940 года. «Там я своими глазами, — вспоминал он впоследствии, — увидел схватку революции и контрреволюции, рождающегося социализма и капитализма. Увидел деятельность западных разведок, в частности гитлеровской, которая начала готовить свои силы в Латвии к войне буквально с первых дней установления там Советской власти в 1940 году. Видел пойманных шпионов и диверсантов, имел даже возможность присутствовать на их допросах и говорить с ними. Один из них, так и не разоблачённый, работал у меня под боком на Латвийском радио… Словом, первое касание темы борьбы разведок произошло именно там и оставило во мне глубокий след на всю жизнь».
Во время Великой Отечественной войны — военный корреспондент. Уже 25 и 27 июня 1941 года в «Правде» опубликованы его корреспонденции с фронта. Почти весь первый год войны работал военным корреспондентом Московского радио в осаждённом Ленинграде, в котором он провёл первую, самую трудную блокадную зиму 1941—1942 годов.
Говорил о себе, что он «как писатель… рождён войной, которая многих… призвала к творчеству». Он вспоминал о разговоре с Всеволодом Вишневским в Ленинграде. Вишневский подробно расспрашивал о характере работы военного корреспондента на радио, а потом сказал: «Всё это важно и нужно, но для тебя-то лично всё это в воздух… А раз ты хоть как-то можешь водить карандашом по бумаге, ты должен писать… Я говорю тебе это на полном серьёзе и с партийной ответственностью. Тебе же неслыханно повезло! Тебя послали… в Ленинград! Происходящее здесь войдет в скрижали истории человечества, и каждый человек, прикоснувшийся к подвигу Ленинграда, просто обязан перед совестью своей хоть царапку… оставить на этих скрижалях. Ничто не должно быть забыто, ни один предсмертный шаг ленинградца, ни одно его перед этим деяние для победы».
В 1967 году в журнале «Нева» был опубликован его документальный роман «Возмездие», где речь шла о провале миссии Бориса Савинкова в 1924 году. Создание романа стало возможным благодаря доступу писателя к архивам КГБ. По его сценарию был сняты фильмы «Крах» (1968) и его ремейк «Синдикат-2» (1983).
Член ВКП(б) с 1943 года.
Умер 20 февраля 1989 года. Похоронен в Москве на Кунцевском кладбище.

## Семья
- дочь от первого брака — Ардаматская Майя Васильевна
- сын от второго брака — Ардаматский Михаил Васильевич (р. 1940)
- жена  (третий брак) — Кудрявцева Ираида Васильевна (1917—2003)
- приемный сын — Ардаматский Дмитрий Васильевич (р. 1938).

## Участие в антисемитской кампании 1953 года
20 марта 1953 года, фактически к окончанию так называемого «Дела врачей», журнал «Крокодил» опубликовал скандальный антисемитский фельетон Ардаматского «Пиня из Жмеринки», а сам Ардаматский, по некоторым свидетельствам, получил прозвище «Пиня».
Негативное отношение российских писателей к Ардаматскому проявилось также во время выборов в правление Союза московских писателей. Евгений Евтушенко сказал по этому поводу:

Я не понимаю, у кого могла подняться рука выставлять Василия Ардаматского. Меня не устраивает его общественное лицо. Человек этот написал антисемитскую вещь — «Пиня из Жмеринки».
В результате кандидатуру Ардаматского сняли без обсуждения.

## Защита лётчика Мостового
14 октября 1963 года «Известия» рассказали о вынужденной посадке на Неву Ту-124 рейса Москва — Таллин. Самолёт при взлёте подломил переднее шасси. Машину направили в Ленинградский аэропорт, но произошёл сбой приборов, показывавших отсутствие топлива, заглохли два двигателя. Машина начала падать на центр города. Командир корабля всего за 14 секунд правильно оценил обстановку и решил садиться на Неву. Он держался на плаву недолгое время. Но на подоспевший катер успели сойти 52 человека — все пассажиры и члены экипажа. Командира экипажа Мостового обвинили в преступной халатности, экипаж отстранили от работы и хотели отдать под суд. Ардаматский был одним из тех, кто настоял на выявлении причин аварии. Было проведено расследование с экспериментальными полётами и рядом специальных исследований. В результате лётчика вернули на работу и представили к ордену Красной Звезды. Репортаж Ардаматского об этом событии хотели запретить под давлением ОКБ А. Н. Туполева, но в конце концов его опубликовали в «Известиях» под личную ответственность главного редактора.

## Произведения
| - Уменье видеть ночью (1943) - Встречи (рассказы) (1956) - Я 11-17 (1958) - Ответная операция (1959) - Он сделал всё, что мог (1960) - Звёзды в полдень (1961) - Безумство храбрых (1962) - «Сатурн» почти не виден (1963) (экранизирован в трёх фильмах: Путь в «Сатурн» (1967), Конец «Сатурна» (1967), Бой после Победы (1972) | - Бог, мистер Глен и Юрий Коробцов - «Грант» вызывает Москву (1965) - Возмездие (1968) - Ленинградская зима (1970) - Они живут на Земле - Две дороги. Дилогия (кн. 1 «Дорога бесчестья», кн. 2 «Дорога чести») 1972—1973 - Опасный маршрут | - Райцентр - Суд (1980) - Первая командировка (1982) - Последний год (1916-й) (М.: «Молодая Гвардия», 1977) - Туристская поездка в Англию (1985) - Перед штормом (1989) |

## Сценарии
- 1967 — Путь в «Сатурн» (по роману «Сатурн почти не виден»)
- 1967 — Конец «Сатурна» (по роману «Сатурн почти не виден»)
- 1968 — Крах (по роману «Возмездие»)
- 1970 — Я — 11-17 (по одноимённой повести)
- 1972 — Бой после победы (по роману «Сатурн почти не виден»)
- 1974 — Совесть
- 1976 — Опровержение
- 1980 — Синдикат-2 (вторая экранизация романа «Возмездие»)
- 1983 — Взятка. Из блокнота журналиста В. Цветкова

## Награды и премии
- Государственная премия РСФСР имени братьев Васильевых (1983) — за сценарий фильма «Синдикат-2» (1980).
- Премия КГБ СССР в области литературы и искусства.
- Золотая медаль имени Николая Кузнецова
- Серебряная медаль Всемирного совета мира имени Жолио-Кюри